# Wettinia drudei
Espèce
Synonymes
- Catoblastus drudei O.F.Cook & Doyle[1]
- Catostigma drudei (O.F.Cook & Doyle) Burret[1]

Statut de conservation UICN

 LC  : Préoccupation mineure
Wettinia drudei est une espèce de plantes de la famille des Arecaceae (les palmiers).

## Publication originale
- The Palms of the Amazon 98. 1995.